# Liste des édifices Art nouveau à Bruxelles
Dans la liste suivante, figurent les édifices de style Art nouveau de la Région de Bruxelles-Capitale accessibles au public (musées, galeries, cafés, hôtels, restaurants, boutiques, etc.).

## Centre-ville
| Édifice                                        | Architecte                     | Adresse                                       | Commune               | Date      | Coordonnées                      | Illus. |
| ---------------------------------------------- | ------------------------------ | --------------------------------------------- | --------------------- | --------- | -------------------------------- | ------ |
| Anciens magasins Waucquez                      | Victor Horta                   | Rue des Sables 20                             | Bruxelles             | 1903-1906 | 50° 51′ 04″ nord, 4° 21′ 36″ est |        |
| Anciens magasins Wolf                          | Louis Bral                     | Rue du Canal 11/13                            | Bruxelles             | 1905      | 50° 51′ 17″ nord, 4° 21′ 06″ est |        |
| Anciens magasins Wolfers frères                | Victor Horta                   | Rue d'Arenberg 11/13                          | Bruxelles             | 1909-1912 | 50° 50′ 53″ nord, 4° 21′ 24″ est |        |
| Chemiserie Niguet (devanture)                  | Paul Hankar                    | Rue Royale 13                                 | Bruxelles             | 1896      | 50° 50′ 53″ nord, 4° 21′ 48″ est |        |
| Cité Hellemans                                 | Émile Hellemans                | Rue Blaes et alentour                         | Bruxelles             | 1905-1914 |                                  |        |
| Grande Maison de Blanc (céramiques)            | Henri Privat-Livemont          | Rue du Marché aux Poulets 32/34               | Bruxelles             | 1897      | 50° 50′ 56″ nord, 4° 21′ 04″ est |        |
| Grandes Galeries Belges (étages)               | Dominique Fastré               | Rue Neuve 36/38                               | Bruxelles             | 1901      | 50° 51′ 06″ nord, 4° 21′ 17″ est |        |
| Hôtel Frison                                   | Victor Horta                   | Rue Lebeau 37                                 | Bruxelles             | 1894-1895 | 50° 50′ 33″ nord, 4° 21′ 15″ est |        |
| Hôtel Gresham                                  | Léon Govaerts                  | Place Royale 3                                | Bruxelles             | 1900-1901 | 50° 50′ 31″ nord, 4° 21′ 31″ est |        |
| Hôtel Métropole (intérieur)                    | Alban Chambon                  | Place de Brouckère                            | Bruxelles             | 1893      | 50° 51′ 05″ nord, 4° 21′ 13″ est |        |
| Jardin d'enfants n°15 de la ville de Bruxelles | Victor Horta                   | Rue Saint-Ghislain 40                         | Bruxelles             | 1895-1899 | 50° 50′ 21″ nord, 4° 20′ 52″ est |        |
| Magasin Marjolaine (devanture)                 | Léon Sneyers                   | Rue de la Madeleine 7                         | Bruxelles             | 1904      | 50° 50′ 46″ nord, 4° 21′ 17″ est |        |
| Maison Cortvriendt                             | Léon Sneyers                   | Rue de Nancy 6/8                              | Bruxelles             | 1900      | 50° 50′ 23″ nord, 4° 20′ 53″ est |        |
| Monument à Charles Buls                        | Victor Horta, Victor Rousseau  | Rue Charles Buls                              | Bruxelles             | 1899      | 50° 50′ 47″ nord, 4° 21′ 09″ est |        |
| Musées royaux des beaux-arts de Belgique       | Collection Gillion-Crowet      | Rue de la Régence 3                           | Bruxelles             |           | 50° 50′ 31″ nord, 4° 21′ 28″ est |        |
| Old England                                    | Paul Saintenoy                 | Rue Montagne de la Cour 2                     | Bruxelles             | 1898-1899 | 50° 50′ 34″ nord, 4° 21′ 32″ est |        |
| Palace Hôtel                                   | Adhémar Lener et Antoine Pompe | Place Charles Rogier 22/24 et rue Gineste 3/5 | Saint-Josse-ten-Noode | 1898-1899 | 50° 51′ 20″ nord, 4° 21′ 34″ est |        |
| Palais du vin                                  | Fernand Symons                 | Rue des Tanneurs 58/62                        | Bruxelles             | 1909      | 50° 50′ 23″ nord, 4° 20′ 48″ est |        |
| Pharmacie du Bon Secours (devanture)           | Paul Hamesse                   | Boulevard Anspach 160                         | Bruxelles             | 1904      | 50° 50′ 46″ nord, 4° 20′ 51″ est |        |
| Taverne-restaurant Falstaff                    | E.Houbion                      | Rue Henri Maus 17/19                          | Bruxelles             | 1903      | 50° 50′ 52″ nord, 4° 21′ 00″ est |        |

## Quartier Louise et Ixelles
| Édifice                                  | Architecte                                    | Adresse                           | Commune      | Date       | Coordonnées                      | Illus. |  |
| ---------------------------------------- | --------------------------------------------- | --------------------------------- | ------------ | ---------- | -------------------------------- | ------ |  |
| Atelier du maître-verrier Sterner        | Ernest Delune                                 | Rue du Lac 6                      | Ixelles      | 1902       | 50° 49′ 28″ nord, 4° 22′ 15″ est |        |  |
| Maison                                   | Henri Van Dievoet                             | Boulevard Général Jacques, 26     | Ixelles      | circa 1900 |                                  |        |  |
| Hôtel Albert Ciamberlani                 | Paul Hankar                                   | Rue Defacqz 48                    | Ixelles      | 1897       | 50° 49′ 40″ nord, 4° 21′ 35″ est |        |  |
| Hôtel De Brouckère                       | Octave van Rysselberghe et Henry Van de Velde | Rue Jordaens 34                   | Bruxelles    | 1896       | 50° 49′ 15″ nord, 4° 22′ 08″ est |        |  |
| Hôtel du baron Buffin                    | Henri Jacobs                                  | Rue Caroly 19                     | Ixelles      | 1904       | 50° 50′ 19″ nord, 4° 22′ 12″ est |        |  |
| Hôtel José Ciamberlani                   | Paul Hankar                                   | Rue Paul-Emile Janson 23/25       | Ixelles      | 1900       | 50° 49′ 38″ nord, 4° 21′ 37″ est |        |  |
| Hôtel Max Hallet                         | Victor Horta                                  | Avenue Louise 346                 | Bruxelles    | 1903-1904  | 50° 49′ 20″ nord, 4° 22′ 10″ est |        |  |
| Hôtel Otlet                              | Octave van Rysselberghe                       | Rue de Livourne 48                | Bruxelles    | 1894-1898  | 50° 49′ 47″ nord, 4° 21′ 35″ est |        |  |
| Hôtel René Janssens                      | Paul Hankar                                   | Rue Defacqz 50                    | Ixelles      | 1898       | 50° 49′ 40″ nord, 4° 21′ 35″ est |        |  |
| Hôtel Solvay Patrimoine mondial          | Victor Horta                                  | Avenue Louise 224                 | Bruxelles    | 1895-1898  | 50° 49′ 35″ nord, 4° 21′ 55″ est |        |  |
| Hôtel Tassel Patrimoine mondial          | Victor Horta                                  | Rue Paul-Emile Janson 6           | Bruxelles    | 1893       | 50° 49′ 40″ nord, 4° 21′ 43″ est |        |  |
| Maisons                                  | Ernest Blerot                                 | Rue de Belle Vue 30/32/42/44/46   | Bruxelles    | 1897 1900  | 50° 49′ 14″ nord, 4° 22′ 19″ est |        |  |
| Maison                                   | Ernest Blerot                                 | Avenue des Klauwaerts 15/16       | Ixelles      | 1907       | 50° 49′ 18″ nord, 4° 22′ 30″ est |        |  |
| Maison                                   | Ernest Blerot                                 | Avenue du Général de Gaulle 38/39 | Ixelles      | 1904       | 50° 49′ 26″ nord, 4° 22′ 19″ est |        |  |
| Maison                                   | Armand Van Waesberghe                         | Rue Faider 85                     | Ixelles      | 1900       | 50° 49′ 37″ nord, 4° 21′ 34″ est |        |  |
| Maison                                   | Léon Delune                                   | Rue des Champs Élysées 74         | Ixelles      | 1910       | 50° 49′ 46″ nord, 4° 22′ 07″ est |        |  |
| Maison                                   | Paul Hamesse                                  | Rue des Champs Élysées 72         | Ixelles      | 1908       | 50° 49′ 46″ nord, 4° 22′ 07″ est |        |  |
| Maison                                   | Ernest Blerot                                 | Rue Saint-Boniface 20             | Ixelles      | 1900       | 50° 50′ 10″ nord, 4° 21′ 51″ est |        |  |
| Maison-atelier du peintre Paul Verdussen | Paul Hamesse                                  | Avenue Brugmann 211               | Ixelles      | 1900       | 50° 48′ 55″ nord, 4° 20′ 56″ est |        |  |
| Maison Beukman                           | Albert Roosenboom                             | Rue Faider 83                     | Ixelles      | 1900       | 50° 49′ 37″ nord, 4° 21′ 34″ est |        |  |
| Maison de l'Entrepreneur                 | Édouard Pelseneer                             | Rue Malibran 47                   | Ixelles      | 1900       | 50° 49′ 49″ nord, 4° 22′ 24″ est |        |  |
| Maison Gheude                            | Antoine Pompe et Fernand Bodson               | Avenue Molière 174                | Ixelles      | 1913       | 50° 48′ 57″ nord, 4° 21′ 10″ est |        |  |
| Maison Hankar                            | Paul Hankar                                   | Rue Defacqz 71                    | Saint-Gilles | 1893       | 50° 49′ 38″ nord, 4° 21′ 28″ est |        |  |
| Maison Sander Pierron                    | Victor Horta                                  | Rue de l'Aqueduc 157              | Ixelles      | 1903       | 50° 49′ 25″ nord, 4° 21′ 21″ est |        |  |
| Maison Van Rysselberghe                  | Octave van Rysselberghe                       | Rue de Livourne 83                | Ixelles      | 1912       | 50° 49′ 41″ nord, 4° 21′ 39″ est |        |  |
| Maison Vinck                             | Victor Horta                                  | Rue de Washington 85              | Ixelles      | 1903       | 50° 49′ 41″ nord, 4° 21′ 39″ est |        |  |
| Maison Watteyne                          | Franz Tilley                                  | Avenue de la Couronne 206         | Ixelles      | 1901       | 50° 49′ 39″ nord, 4° 22′ 55″ est |        |  |
| Maison-atelier de Géo Bernier            | Alban Chambon                                 | Rue de la Réforme 4               | Ixelles      | 1902       | 50° 49′ 15″ nord, 4° 21′ 18″ est |        |  |
| Maison-atelier Géo Ponchon               |                                               | Rue de la Croix 25                | Ixelles      | 1898       | 50° 49′ 53″ nord, 4° 21′ 57″ est |        |  |
| Maison-atelier d'Édouard Taymans         | Paul Hamesse                                  | Rue des Champs Élysées 6          | Ixelles      | 1906       | 50° 49′ 55″ nord, 4° 21′ 58″ est |        |  |
| Séquence                                 | Ernest Blerot                                 | Rue Ernest Solvay 12 à 22         | Ixelles      | 1900       | 50° 50′ 10″ nord, 4° 21′ 51″ est |        |  |
| Séquence                                 | Ernest Blerot                                 | Rue Saint-Boniface 15/17/19/20/22 | Ixelles      | 1900       | 50° 50′ 10″ nord, 4° 21′ 51″ est |        |  |
| Villa Kjobenhavn                         | Gustave Strauven                              | Rue Souveraine 52                 | Ixelles      | 1899       | 50° 49′ 57″ nord, 4° 21′ 50″ est |        |  |
| Vitrail La Vague                         | Raphaël Évaldre et Henri Privat-Livemont      | Rue de l'Arbre Bénit 123          | Ixelles      | 1897       | 50° 49′ 50″ nord, 4° 21′ 50″ est |        |  |

## Quartiers des Squares et du Cinquantenaire
| Édifice                                    | Architecte                                                | Adresse                        | Commune             | Date        | Coordonnées                      | Illus. |
| ------------------------------------------ | --------------------------------------------------------- | ------------------------------ | ------------------- | ----------- | -------------------------------- | ------ |
| Hôtel Defize                               | Léon Govaerts                                             | Avenue Palmerston 14           | Bruxelles           | 1898-1900   | 50° 50′ 50″ nord, 4° 22′ 52″ est |        |
| Hôtel Deprez-Van de Velde                  | Victor Horta                                              | Avenue Palmerston 3            | Bruxelles           | 1896-1899   | 50° 50′ 48″ nord, 4° 22′ 50″ est |        |
| Hôtel van Eetvelde Patrimoine mondial      | Victor Horta                                              | Avenue Palmerston 2/4          | Bruxelles           | 1895-1897   | 50° 50′ 50″ nord, 4° 22′ 50″ est |        |
| Maison                                     | Gustave Strauven                                          | Rue Saint-Quentin 30/32        | Bruxelles           | 1899        | 50° 50′ 43″ nord, 4° 22′ 51″ est |        |
| Maison                                     | Armand Van Waesberghe                                     | Rue Philippe le Bon 55         | Bruxelles           | 1898        | 50° 50′ 51″ nord, 4° 22′ 38″ est |        |
| Maison                                     | Armand Van Waesberghe                                     | Square Gutenberg 5             | Bruxelles           | 1898        | 50° 50′ 51″ nord, 4° 22′ 38″ est |        |
| Maison                                     | Armand Van Waesberghe                                     | Avenue de la Brabançonne 50/52 | Bruxelles           | 1898        | 50° 50′ 57″ nord, 4° 23′ 07″ est |        |
| Maison Cauchie                             | Paul Cauchie                                              | Rue des Francs 5               | Etterbeek           | 1905        | 50° 50′ 18″ nord, 4° 23′ 43″ est |        |
| Maison Charlier                            | Josse Van Kriekinge et Benjamin De Lestré de Fabribeckers | Rue du Cardinal 46             | Bruxelles           | 1900        | 50° 50′ 54″ nord, 4° 22′ 45″ est |        |
| Maison des Quakers (intérieur Art nouveau) | Georges Hobé                                              | Square Ambiorix 50             | Bruxelles           | 1899        | 50° 50′ 51″ nord, 4° 22′ 55″ est |        |
| Maison Dewindt                             | Léon Delune                                               | Rue des Éburons 52             | Bruxelles           | 1901        | 50° 50′ 53″ nord, 4° 22′ 51″ est |        |
| Maison Kwachet                             | Gustave Strauven                                          | Rue Van Campenhout 51          | Bruxelles           | 1901        | 50° 50′ 58″ nord, 4° 23′ 14″ est |        |
| Maison Liétart                             | Victor Taelemans                                          | Rue de Pavie 32                | Bruxelles           | 1898        | 50° 50′ 55″ nord, 4° 23′ 00″ est |        |
| Maison Saint-Cyr                           | Gustave Strauven                                          | Square Ambiorix 11             | Bruxelles           | 1901 à 1903 | 50° 50′ 52″ nord, 4° 23′ 02″ est |        |
| Maison Strauven                            | Gustave Strauven                                          | Rue de Luther 28               | Bruxelles           | 1902        | 50° 51′ 02″ nord, 4° 23′ 07″ est |        |
| Maison Taelemans                           | Victor Taelemans                                          | Rue Philippe le Bon 70         | Bruxelles           | 1901        | 50° 50′ 51″ nord, 4° 22′ 37″ est |        |
| Maison Van den Heede                       | Gustave Strauven                                          | Rue de l'Abdication 4          | Bruxelles           | 1902        | 50° 51′ 00″ nord, 4° 23′ 11″ est |        |
| Maison Van Dyck                            | Gustave Strauven                                          | Boulevard Clovis 85/87         | Bruxelles           | 1900        | 50° 51′ 00″ nord, 4° 22′ 51″ est |        |
| Maison-atelier d'Arthur Rogiers            | Paul Hamesse                                              | Rue Charles-Quint 103          | Bruxelles           | 1898        | 50° 50′ 57″ nord, 4° 23′ 11″ est |        |
| Maison-atelier du peintre Émile Fabry      | Émile Lambot                                              | Rue du Collège Saint-Michel 6  | Woluwe-Saint-Pierre | 1902        | 50° 50′ 05″ nord, 4° 24′ 49″ est |        |
| Maison-atelier du sculpteur Pierre Braecke | Victor Horta                                              | Rue de l'Abdication 31         | Bruxelles           | 1901-1903   | 50° 51′ 00″ nord, 4° 23′ 12″ est |        |
| Palais Stoclet Patrimoine mondial          | Josef Hoffmann                                            | Avenue de Tervueren 271        | Woluwe-Saint-Pierre | 1906-1911   | 50° 50′ 06″ nord, 4° 24′ 58″ est |        |

## Saint-Gilles et Forest
| Édifice | Architecte                                                                | Adresse                            | Commune      | Date         | Coordonnées                      | Illus. |
| --- | ------------------------------------------------------------------------- | ---------------------------------- | ------------ | ------------ | -------------------------------- | ------ |
| Paul Hankar maison personnelle et bureau de l'architecte sgraffites de Crespin dans leur condition d'origine. | Paul Hankar (1859-1901), architecte inventeur de l'art nouveau, designer. | Rue Defacqz 71                     | Saint-Gilles | 1893         | 50° 49′ 38″ nord, 4° 21′ 28″ est |        |
| Atelier de sculpture de Jacques Sermon et Henri Pletinckx                                                     | Richard Pringiers                                                         | Rue Arthur Diderich 47             | Saint-Gilles | 1900         | 50° 49′ 21″ nord, 4° 20′ 37″ est |        |
| Clinique du Docteur Van Neck                                                                                  | Antoine Pompe                                                             | Rue Henri Wafelaerts 53            | Saint-Gilles | 1910         | 50° 49′ 16″ nord, 4° 21′ 00″ est |        |
| École Rodenbach                                                                                               | Henri Jacobs                                                              | Rue Rodenbach 33                   | Forest       | 1905         | 50° 49′ 10″ nord, 4° 20′ 39″ est |        |
| Hôtel Hannon                                                                                                  | Jules Brunfaut                                                            | Avenue de la Jonction 1            | Saint-Gilles | 1902         | 50° 49′ 15″ nord, 4° 21′ 08″ est |        |
| Hôtel Vandenbroeck                                                                                            | Paul Vizzavona                                                            | avenue Molière 177-179             | Forest       | 1908         | 50° 48′ 57″ nord, 4° 20′ 59″ est |        |
| Hôtel Winssinger                                                                                              | Victor Horta                                                              | Rue de l'Hôtel des Monnaies 66     | Saint-Gilles | 1894         | 50° 49′ 52″ nord, 4° 20′ 55″ est |        |
| Immeuble De Beck                                                                                              | Gustave Strauven                                                          | Avenue Paul Dejaer 9               | Saint-Gilles | 1902         | 50° 49′ 35″ nord, 4° 20′ 41″ est |        |
| Logements ouvriers                                                                                            | Henri Jacobs                                                              | Rue Rodenbach 14 à 22              | Forest       | 1901         | 50° 49′ 12″ nord, 4° 20′ 40″ est |        |
| Logements ouvriers                                                                                            | Léon Govaerts                                                             | Rue Marconi 32                     | Forest       | 1901         | 50° 49′ 12″ nord, 4° 20′ 37″ est |        |
| Magasin Forge                                                                                                 | Paul Hankar                                                               | Avenue Paul Dejaer 6               | Saint-Gilles | 1898         | 50° 49′ 35″ nord, 4° 20′ 42″ est |        |
| Maison | Ernest Blerot                                                             | Avenue Brugmann 120/122/124        | Forest       | 1904         | 50° 49′ 04″ nord, 4° 21′ 03″ est |        |
| Maison | Benjamin De Lestré de Fabribeckers                                        | Rue Africaine 92                   | Saint-Gilles | 1905         | 50° 49′ 30″ nord, 4° 21′ 27″ est |        |
| Maison | Camille Damman                                                            | Avenue Demeur 51                   | Saint-Gilles | 1905         | 50° 49′ 31″ nord, 4° 20′ 40″ est |        |
| Maison | Émile Lambot                                                              | Rue Félix Delhasse 24              | Saint-Gilles | 1905         | 50° 49′ 17″ nord, 4° 21′ 04″ est |        |
| Maison | Paul Hamesse                                                              | Place Antoine Delporte 17          | Saint-Gilles | 1907         | 50° 49′ 21″ nord, 4° 20′ 45″ est |        |
| Maison | Paul Vizzavona                                                            | Rue de Roumanie 40                 | Saint-Gilles | 1905         | 50° 49′ 39″ nord, 4° 21′ 01″ est |        |
| Maison | Paul Vizzavona                                                            | Rue Antoine Bréart 101             | Saint-Gilles | 1906         | 50° 49′ 24″ nord, 4° 20′ 44″ est |        |
| Maison Aglave                                                                                                 | Paul Hankar                                                               | Rue Antoine Bréart 7               | Saint-Gilles | 1898         | 50° 49′ 27″ nord, 4° 21′ 00″ est |        |
| Maison Bruno Schmidt                                                                                          | Jean-Baptiste Dewin                                                       | Avenue Molière 172                 | Forest       | 1910         | 50° 48′ 57″ nord, 4° 21′ 10″ est |        |
| Maison Delcoigne                                                                                              | Georges Delcoigne                                                         | Place Louis Morichar 14            | Saint-Gilles | 1899         | 50° 49′ 39″ nord, 4° 20′ 57″ est |        |
| Maison Geubel                                                                                                 | Louis Couprié                                                             | rue Henri Wafelaerts 23            | Saint-Gilles | 1899         | 50° 49′ 20″ nord, 4° 20′ 59″ est |        |
| Maison Dewin                                                                                                  | Jean-Baptiste Dewin                                                       | Avenue Molière 151                 | Forest       | 1905         | 50° 48′ 58″ nord, 4° 20′ 52″ est |        |
| Maison Forge                                                                                                  | Paul Hankar                                                               | Avenue Adolphe Demeur 6            | Saint-Gilles | 1898         | 50° 49′ 32″ nord, 4° 21′ 00″ est |        |
| Maison Horta (musée Horta) Patrimoine mondial                                                                 | Victor Horta                                                              | Rue Américaine 23/25               | Saint-Gilles | 1898-1901    | 50° 49′ 27″ nord, 4° 21′ 19″ est |        |
| Maison les Hiboux                                                                                             | Édouard Pelseneer                                                         | Avenue Brugmann 55                 | Saint-Gilles | 1899         | 50° 49′ 16″ nord, 4° 21′ 09″ est |        |
| Maison Nelissen                                                                                               | Arthur Nelissen                                                           | Avenue du Mont Kemmel 5            | Forest       | 1905         | 50° 49′ 19″ nord, 4° 20′ 27″ est |        |
| Maison Peereboom                                                                                              | Georges Peereboom                                                         | Avenue Jef Lambeaux 8 et 12        | Saint-Gilles | 1898         | 50° 49′ 26″ nord, 4° 20′ 46″ est |        |
| Maison Van Bellinghen Tomberg                                                                                 | Ernest Blerot                                                             | Place Louis Morichar 41            | Saint-Gilles | 1900         | 50° 49′ 36″ nord, 4° 20′ 53″ est |        |
| Maison Yseux                                                                                                  | Fritz Seeldrayers                                                         | Rue Antoine Bréart 95              | Saint-Gilles | 1901         | 50° 49′ 24″ nord, 4° 20′ 44″ est |        |
| Maison-atelier du sculpteur Fernand Dubois                                                                    | Victor Horta                                                              | Avenue Brugmann 80                 | Forest       | 1904         | 50° 49′ 09″ nord, 4° 21′ 06″ est |        |
| Maison-atelier de Georges Lemmers                                                                             | Gabriel Charle                                                            | Rue de la Réforme 74               | Ixelles      | 1904         | 50° 49′ 12″ nord, 4° 21′ 31″ est |        |
| Maison-atelier de Jean Gouweloos                                                                              | Paul Hankar                                                               | Rue d'Irlande 70                   | Saint-Gilles | 1896         | 50° 49′ 33″ nord, 4° 21′ 09″ est |        |
| Maison-atelier de Louise de Hem                                                                               | Ernest Blerot ou Louise De Hem                                            | Rue Darwin 15/17                   | Forest       | 1902 et 1905 | 50° 49′ 06″ nord, 4° 21′ 06″ est |        |
| Maisons | Paul Hamesse                                                              | Rue Félix Delhasse 11/13           | Saint-Gilles | 1907         | 50° 49′ 18″ nord, 4° 21′ 02″ est |        |
| Maisons Hanssens                                                                                              | Paul Hankar                                                               | Avenue Ducpétiaux 13/15            | Forest       | 1895         | 50° 49′ 26″ nord, 4° 21′ 11″ est |        |
| Maisons Jaspar                                                                                                | Paul Hankar                                                               | Rue de la Croix de Pierre 76/78/80 | Saint-Gilles | 1894         | 50° 49′ 45″ nord, 4° 21′ 06″ est |        |
| Séquence | Jean-Pierre Van Oostveen                                                  | Chaussée de Waterloo 246 à 256     | Saint-Gilles | 1901         | 50° 49′ 34″ nord, 4° 20′ 48″ est |        |
| Séquence Blerot                                                                                               | Ernest Blerot                                                             | Rue Vanderschrick 1 à 25           | Saint-Gilles | 1900 et 1902 | 50° 49′ 55″ nord, 4° 20′ 41″ est |        |
| Villa De Rooster                                                                                              | Alphonse Boelens                                                          | Avenue Besme 103                   | Forest       | 1903         | 50° 49′ 16″ nord, 4° 20′ 25″ est |        |

## Schaerbeek et Saint-Josse-ten-Noode
| Édifice                          | Architecte         | Adresse                                             | Commune               | Date      | Coordonnées                      | Illus. |
| -------------------------------- | ------------------ | --------------------------------------------------- | --------------------- | --------- | -------------------------------- | ------ |
| École Josaphat                   | Henri Jacobs       | Rue Josaphat 229 et rue de la Ruche 30              | Schaerbeek            | 1907      | 50° 51′ 44″ nord, 4° 22′ 31″ est |        |
| Hôtel Cohn-Donnay                | Paul Hamesse       | Rue Royale 316                                      | Saint-Josse-ten-Noode | 1904      | 50° 51′ 27″ nord, 4° 22′ 03″ est |        |
| Maison                           | François Hemelsoet | Avenue Louis Bertrand 38                            | Schaerbeek            |           | 50° 51′ 50″ nord, 4° 22′ 33″ est |        |
| Maison                           | François Hemelsoet | Avenue Eugène Demolder 22/24/26                     | Schaerbeek            | 1906      | 50° 52′ 19″ nord, 4° 22′ 38″ est |        |
| Maison                           | Henri Jacobs       | Avenue Eugène Demolder 40                           | Schaerbeek            | 1910-1913 | 50° 52′ 20″ nord, 4° 22′ 40″ est |        |
| Maison                           | François Hemelsoet | Avenue Albert Giraud 9/11/13                        | Schaerbeek            | 1912      | 50° 52′ 26″ nord, 4° 22′ 42″ est |        |
| Maison Autrique                  | Victor Horta       | Chaussée de Haecht 266                              | Schaerbeek            | 1893      | 50° 51′ 48″ nord, 4° 22′ 23″ est |        |
| Maison Charles Fortin            | Henri Jacobs       | Place des Bienfaiteurs 6                            | Schaerbeek            | 1909      | 50° 51′ 28″ N, 4° 23′ 01″ E      |        |
| Maison Devalck                   | Gaspard Devalck    | Rue André Van Hasselt 32/34                         | Schaerbeek            | 1899      | 50° 51′ 12″ nord, 4° 22′ 47″ est |        |
| Maison Govaerts                  | Léon Govaerts      | Rue de Liedekerke 112                               | Saint-Josse-ten-Noode | 1899      | 50° 51′ 08″ nord, 4° 22′ 29″ est |        |
| Maison Henri Jacobs              | Henri Jacobs       | Avenue Maréchal Foch 9                              | Schaerbeek            | 1900      | 50° 52′ 06″ nord, 4° 22′ 27″ est |        |
| Maison Leblicq                   | Henri Jacobs       | Place des Bienfaiteurs 5                            | Schaerbeek            | 1910      | 50° 51′ 28″ N, 4° 23′ 01″ E      |        |
| Maison Les Chats                 | Alban Chambon      | Avenue Dailly 48                                    | Schaerbeek            | 1901      | 50° 51′ 27″ nord, 4° 22′ 55″ est |        |
| Maison Mayeres                   | Michel Mayeres     | Rue Potagère 150                                    | Saint-Josse-ten-Noode | 1904      | 50° 51′ 21″ nord, 4° 22′ 26″ est |        |
| Maison Verhaeghe                 | Gustave Strauven   | Avenue Louis Bertrand 43                            | Schaerbeek            | 1906      | 50° 51′ 49″ nord, 4° 22′ 33″ est |        |
| Maison-atelier d'Alfred Ruytincx |                    | Rue Vogler 17/17A                                   | Schaerbeek            | 1906      | 50° 51′ 57″ N, 4° 22′ 34″ E      |        |
| Maisons                          | François Hemelsoet | Avenue Sleeckx 34 à 44                              | Schaerbeek            | 1910-1912 | 50° 52′ 25″ nord, 4° 22′ 51″ est |        |
| Maisons                          | Gustave Strauven   | Avenue Clays 47/49                                  | Schaerbeek            | 1902      | 50° 51′ 14″ nord, 4° 22′ 58″ est |        |
| Maisons                          | Gustave Strauven   | Avenue Louis Bertrand 55/65 et Rue Josaphat 338/340 | Schaerbeek            | 1906      | 50° 51′ 48″ nord, 4° 22′ 35″ est |        |

## Autres quartiers
| Édifice                                           | Architecte          | Adresse                                       | Commune              | Date      | Coordonnées                      | Illus. |
| ------------------------------------------------- | ------------------- | --------------------------------------------- | -------------------- | --------- | -------------------------------- | ------ |
| École Dentaire Belge                              | Jean-Baptiste Dewin | Chaussée d'Etterbeek 166                      | Etterbeek            | 1919      | 50° 50′ 23″ nord, 4° 22′ 51″ est |        |
| École Vervloesem                                  | Henri Jacobs        | Avenue de Toutes les Couleurs                 | Woluwe-Saint-Lambert | 1910      | 50° 50′ 34″ nord, 4° 25′ 56″ est |        |
| Ancienne école communale des filles de Koekelberg | Henri Jacobs        | Rue Herkoliers                                | Koekelberg           | 1907      | 50° 51′ 41″ nord, 4° 20′ 00″ est |        |
| Centre scolaire du Souverain                      | Henri Jacobs        | Rue Herkoliers                                | Koekelberg           | 1910-1913 | 50° 48′ 58″ nord, 4° 25′ 20″ est |        |
| Maison                                            | Victor Boelens      | Avenue Brugmann 400                           | Uccle                | 1908      | 50° 48′ 20″ nord, 4° 20′ 35″ est |        |
| Maison                                            | Gustave Strauven    | Chaussée de Wavre 519 et Rue Peter Benoît 2/4 | Etterbeek            | 1905      | 50° 49′ 59″ nord, 4° 23′ 09″ est |        |
| Maison Delune                                     | Léon Delune         | Avenue Franklin Roosevelt 86                  | Bruxelles            | 1904      | 50° 48′ 32″ nord, 4° 23′ 04″ est |        |
| Maison Hellinckx                                  |                     | Avenue Broustin 110                           | Ganshoren            | 1910      | 50° 52′ 02″ nord, 4° 19′ 17″ est |        |
| Villa Elisa                                       | Victor Taelemans    | Avenue Winston Churchill 8                    | Uccle                |           | 50° 48′ 45″ nord, 4° 21′ 08″ est |        |
| Maison 't Bieken                                  | Ernest Delune       | Avenue Winston Churchill 90                   | Uccle                |           | 50° 48′ 45″ nord, 4° 21′ 08″ est |        |
| Maisons dont la Maison Frankinet (au no 21)       |                     | Avenue des Rogations 17 à 21, 75 et 89        | Woluwe-Saint-Lambert |           | 50° 50′ 34″ nord, 4° 24′ 17″ est |        |
| Villa Le Bloemenwerf                              | Henry Van de Velde  | Avenue Vanderaey 80                           | Uccle                | 1895      | 50° 47′ 45″ nord, 4° 20′ 36″ est |        |
| Villa Pelseneer                                   | Édouard Pelseneer   | Avenue Winston Churchill 51                   | Uccle                | 1910      | 50° 48′ 44″ nord, 4° 21′ 03″ est |        |
| Villas                                            | William Jelley      | Avenue des Taillis 7 à 15                     | Watermael-Boitsfort  | 1899      | 50° 48′ 27″ nord, 4° 23′ 59″ est |        |

## Réalisations disparues
- Bruxelles :
  - Maison du Peuple, Victor Horta, rue Joseph Stevens (1896-1898, démolie en 1965)
  - Hôtel Aubecq, Victor Horta, avenue Louise 520 (1899-1902, démolie en 1950)
- Ixelles : maison Blerot, rue Vilain XIIII 1 (1901-1908, démolie en 1965)